# Andrej Bogoljubskij
Andrej Jurjevitj Bogoljubskij (ryska: Андре́й Ю́рьевич Боголю́бский) död 29 juni 1174, var furste av Vysjgorod (1149, 1155), Dorogobuzj (1150-1151), Rjazan (1153) och storfurste av Vladimir (1157-1174). Son till Jurij Dolgorukij och polovetskhanens dotter.
Under Andrej Bogoljubskijs ledning fick furstendömet Vladimir-Suzdal en betydande maktställning, och blev det starkaste furstendömet i Rus, och utgjorde senare kärnan i det blivande Ryska riket.
Tillnamnet Bogoljubskij fick han efter borgen Bogoljubovo vid Vladimir, hans första residens.

## Födelse och uppväxt
Enda uppgiften om hans födelse (omkring år 1111) finns i Vasilij Tatisjtjevs ”Historia”, skriven 600 år senare. Hans ungdomsår finns nästan inte omnämnda i källorna. År 1146 jagade han tillsammans med sin äldre bror Rostislav bort Izijaslav Mstislavitjs bundsförvant Rostislav Jaroslavitj från Rjazan, varvid denne flydde till polovtserna. 
År 1149, efter att Jurij Dolgorukij hade intagit Kiev, fick Andrej Vysjgorod av fadern, och deltog i fälttåget mot Iziaslav Mstislavitj i Volynien och uppvisade beundransvärt hjältemod vid stormningen av Lutsk, där Iziaslavs bror Vladimir satt belägrad. Därefter innehade Andrej för en tid Dorogobuzj i Volynien. 
År 1153 fick Andrej furstendömet Rjazan, men Rostislav Jaroslavitj, som återvände från stäppen med polovtserna, fördrev honom.

## Furste och Storfurste
Efter faderns död år 1157 blev Andrej furste av Vladimir, Rostov och Suzdal. Han blev då ”enväldig över hela Suzdal med omnejd” och flyttade huvudstaden till Vladimir.
Under åren 1158-1164 lät han där bygga en fästning med två porttorn av vit sten. Idag återstår endast en av borgens fem yttre portar – den gyllene porten, som var beslagen med förgylld koppar. Den praktfulla Marie Himmelsfärdskatedralen eller Uspenskijkatedralen byggdes då, liksom andra kyrkor och kloster.
Under samma tid uppfördes det befästa furstepalatset Bogoljubovo, Andrej Bogoljubskijs huvudsakliga residens, som han fick sitt tillnamn efter.